# 14 Eridani
14 Eridani, som är stjärnans Flamsteed-beteckning, är en ensam stjärna belägen i den norra delen av stjärnbilden Eridanus. Den har en skenbar magnitud på ca 6,14 och är mycket svagt synlig för blotta ögat där ljusföroreningar ej förekommer. Baserat på parallax enligt Gaia Data Release 2 på ca 27,0 mas, beräknas den befinna sig på ett avstånd på ca 121 ljusår (ca 37 parsek) från solen. Den rör sig närmare solen med en heliocentrisk radialhastighet av ca -5 km/s.

## Egenskaper
14 Eridani är en gul till vit stjärna i huvudserien av spektralklass F5 V Fe-0.7 CH-0.5, som har ett svagt underskott av järn och joniserat kolväte. Den har en massa som är ca 1,3 solmassor, en radie som  är ca 1,5 solradier och utsänder ca 3,9 gånger mera energi än solen från dess fotosfär vid en effektiv temperatur av ca 6 700 K.
Mätningar av avvikelser i stjärnans egenrörelse tyder på att den är en astrometrisk dubbelstjärna. Den har också observerats vara en källa till röntgenstrålning.